# Vila Franca do Campo

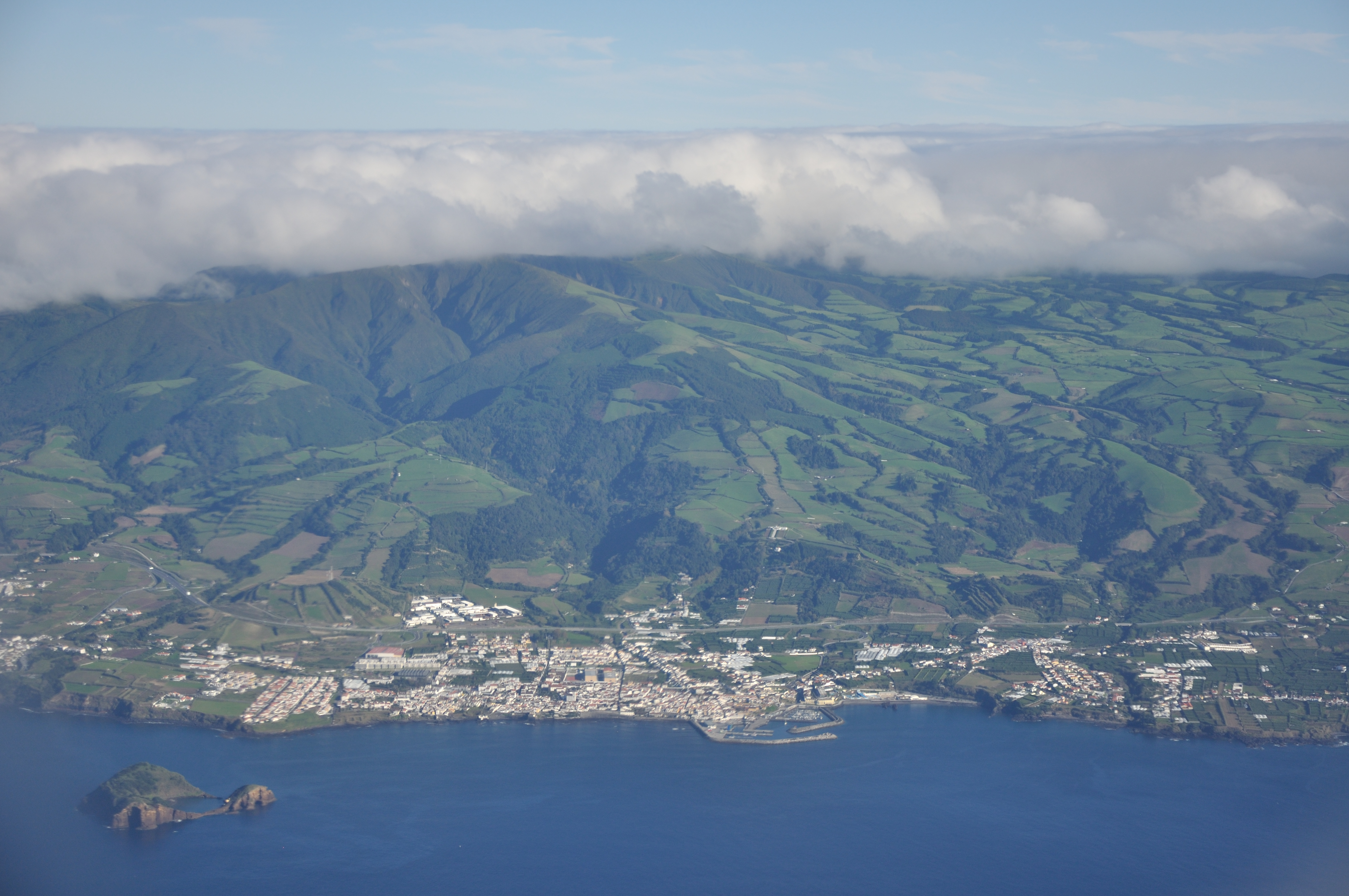
Panorama aéreo geral de Vila Franca do Campo (situada na planície junto à costa) visto de sul para norte, avistando-se as montanhas e o planalto do Maciço do Fogo em segundo plano, do lado esquerdo, perto da costa, avista-se o ilhéu de Vila Franca, do lado direito da fotografia, junto à costa, e um pouco separada do aglomerado de edifícios principal, também se avista a localidade e freguesia da Ribeira Seca (Vila Franca do Campo).

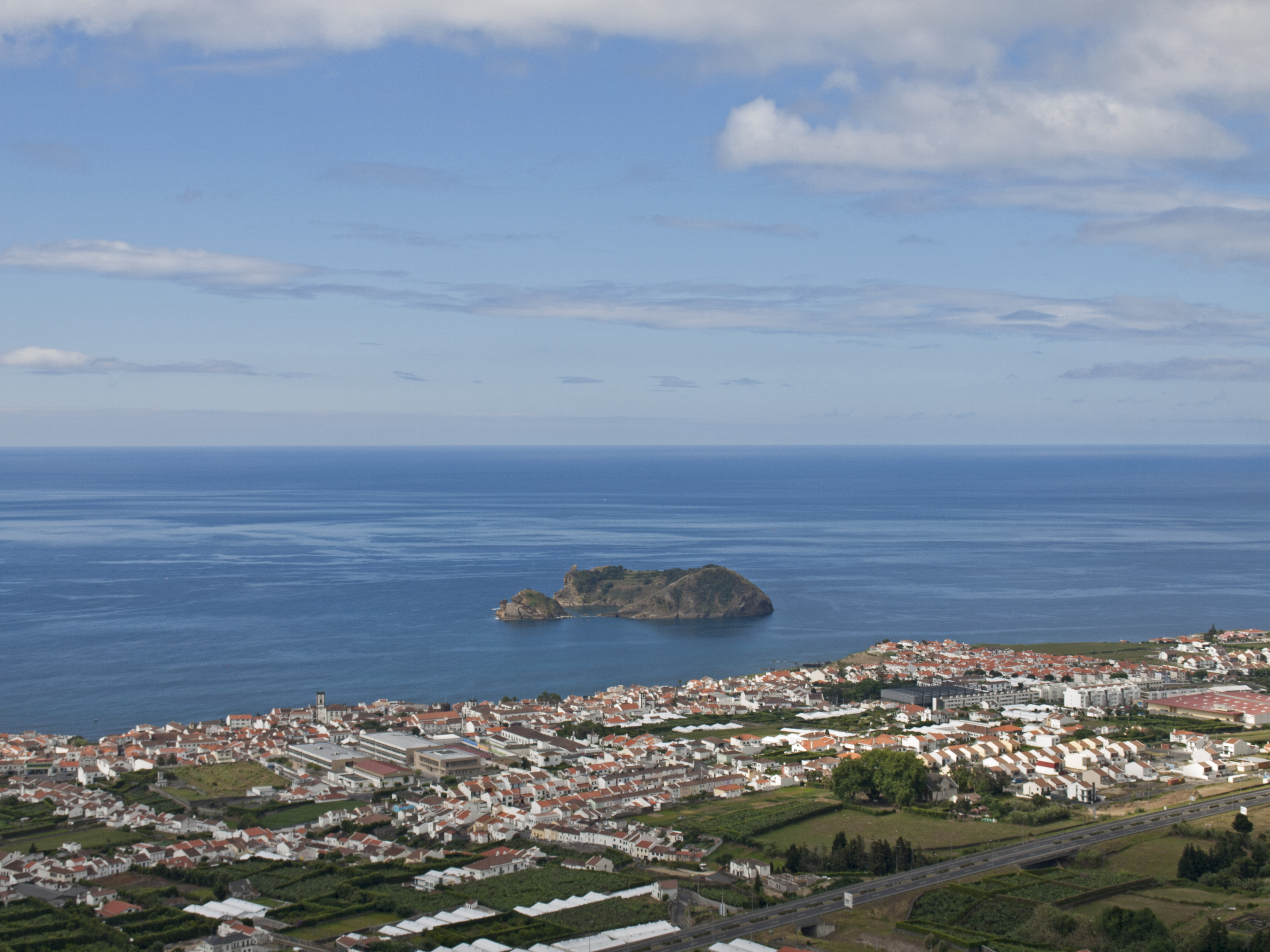
Panorama de Vila Franca do Campo visto de nordeste para sudoeste a partir da Ermida de Nossa Senhora da Paz, ao centro avista-se o Ilhéu de Vila Franca.

Vila Franca do Campo é uma vila portuguesa na ilha de São Miguel, Região Autónoma dos Açores, sede do pequeno Município de Vila Franca do Campo com 78,00 km² de área e 10 323 habitantes (2021), subdividido em 6 freguesias.
O município é limitado a norte pelo município da Ribeira Grande, a leste pela Povoação, a oeste pela Lagoa e a sul tem litoral no oceano Atlântico.
A vila localiza-se à latitude de 37.71667 (37°41') Norte e longitude de 2.433 (25°26') Oeste.
Frente a Vila Franca do Campo, a cerca de 1200 m do porto do Tagarete, localiza-se o ilhéu de Vila Franca, um cone litoral de tufos palagoníticos fortemente litificados, que contém no seu interior uma caldeira inundada de forma quase perfeitamente circular.
O Ilhéu de Vila Franca é desde 1993 uma reserva natural, constituindo ainda um importante local de veraneio.

## Informação Geral

### História
Vila Franca do Campo foi, durante o primeiro século de povoamento, a mais importante povoação da ilha, nela se fixando Gonçalo Vaz Botelho, o capitão do donatário, e as principais instituições oficiais, como a Alfândega e a Ouvidoria, de onde o epíteto de "primeira capital micaelense". Foi elevada a vila em 1472, a segunda no arquipélago. 
É testemunho de seu desenvolvimento o facto de contar com hospital em época anterior à da fundação da Santa Casa da Misericórdia de Lisboa (1498), por efeito de disposição testamentária de D. Isabel Gonçalves que, em 1483, legou os seus haveres para a sua instituição.
Na noite de 21 para 22 de Outubro de 1522, a vila sofreu um violento terramoto — a chamada "subversão de Vila Franca" — que causou um grande escorregamento de terras nas encostas sobranceiras à vila, causando um lahar que soterrou a maior parte do povoado.  
Como consequência, estima-se que pereceram milhares de pessoas, não apenas em Vila Franca, mas também em muitas outras povoações da ilha, tendo se registado ainda grandes escorregamentos de terras na Maia e região circunvizinha, e em Ponta Garça. 
A tragédia inspirou diversos escritos e, pelo menos, um romance de raiz oral intitulado "Romance que se fez d'algumas mágoas, e perdas que causou o tremor de Vila Franca do Campo", editado por Teófilo Braga. Com o intuito de reedificar a vila, o capitão donatário Rui Gonçalves da Câmara e a câmara da dita vila mandaram cortar nas florestas do Vale das Furnas um grande número de cedros que aí abundavam, a fim de serem distribuídos gratuitamente pelas famílias pobres na construção de novas habitações.
Apesar da destruição, Vila Franca manteve importância regional até ao século XVIII, apenas atrás de Ponta Delgada, quando foi suplantada pela Ribeira Grande. O cronista Gaspar Frutuoso assim a refere:
"...a antiga e nobre Vila Franca do Campo com seus ricos pomares de muitas frutas, de que está rodeada, chamada Franca porque, segundo dizem, logo no princípio, tirando os dízimos que somente se pagam a El-Rei, era franca de todas as mais coisas e direitos, para melhor ser povoada esta ilha e chamou-se do campo por ser situada em um formoso campo."
e acrescenta, sobre o seu crescimento:
"...tanto em edifícios e comércio que parecia uma pequena corte, com seus ilustres capitães e fidalguia de gente nobre, que governava com prudência e zêlo." (in Saudades da Terra).
Em Vila Franca ocorreram alguns dos mais importantes eventos das lutas entre os partidários de D. António I de Portugal e de Filipe II de Espanha, que culminaram na batalha naval de Vila Franca, travada ao longo do litoral sul da ilha de São Miguel a 26 de Julho de 1582.
Após a batalha, D. Álvaro de Bazán, marquês de Santa Cruz de Mudela, desembarcou na vila, aqui estabelecendo o seu quartel general e fazendo supliciar por enforcamento cerca de 800 prisioneiros franceses e portugueses, no maior e mais brutal massacre jamais ocorrido nos Açores.
Em Julho de 1562 nasceu nesta povoação Bento de Góis, que empreendeu na Ásia Central, entre 1602 e 1606, a maior viagem de exploração terrestre portuguesa e uma das maiores de sempre da história da humanidade.
Aqui está sepultada a primeira freira micaelense, Petronilha da Mota, filha de Jorge da Mota, e que, com o nome de Madre Maria de Jesus, foi a primeira abadessa do Convento de Santo André.
Vila Franca do Campo, outrora conhecida como 'Coimbra Micaelense', deve esse nome à existência de um centro de estudos, mais concretamente no Convento de São Francisco, sítio no qual diversos estudantes de toda a ilha, e até da vizinha ilha de Santa Maria, se reuniam para estudar gramática, latim e teologia.
Tornou-se no primeiro concelho micaelense a ter acesso à electricidade. A inauguração ocorreu a 18 de Março de 1900, pelas 19 horas locais, quando se acenderam 162 lâmpadas de iluminação, bem como três grandes candelabros voltaicos, que estavam instalados no centro do passeio público, no tanque do largo Bento de Góis e, por último, no adro da Igreja Matriz de São Miguel Arcanjo
A 4 de Outubro de 1904, foi publicado um Alvará, assinado pela Rainha D. Amélia de Orleães, a pedido do Dr. Urbano de Mendonça Dias juntamente com César Rodrigues e Cortes Rodrigues, que conferiu a criação do Instituto Vilafranquense, também conhecido pelo "Colégio". Durante muito tempo, este foi o colégio mais antigo dos Açores, onde se habilitava o Ciclo Preparatório e liceal. 
Foi doado pela família do Dr. Urbano de Mendonça Dias à Comissão Fabriqueira da Igreja Matriz de São Miguel Arcanjo. Aí, ainda é possível encontrar a Ermida do Presépio, e, nos dias de hoje, realizam-se catequeses em um dos edifícios que compunham 'O Colégio', junto dessa mesma ermida.

#### Acontecimentos históricos
- Subversão de Vila Franca
- Batalha Naval de Vila Franca
- Romance de Vila Franca

#### Cultura do Pastel
Durante a Colonização dos Açores, a Ilha de São Miguel ficou conhecida "pelo grande rendimento" das culturas do trigo e do pastel, levadas pelos imigrantes flamencos, graças à terra grossa e fértil.
A cultura do pastel foi introduzida por Lodewikj Govaert, migrante de Bruges para a Ilha do Faial, mas "viveu em Vila Franca do Campo",  onde ficou conhecido como Luis Govarte, Gouaert ou, definitivamente, Luis Goulart.
Formou-se consenso a respeito da exitosa exploração do pastel, do trigo e do açúcar, introduzida pelos imigrantes flamengos, que foi a base da economia açoriana durante os séculos XVI e XVII, proporcionando expressivos rendimentos à Coroa Portuguesa.
Luis Goulart realizou o plantio e industrialização do pastel com tal maestria que o Rei de Portugal lhe concedeu o cargo de "visitador dos pasteis", ofício que desempenhou com lealdade até sua morte, no dilúvio da Ilha de São Miguel, que ocorreu em 1588.

#### População
| Número de habitantes *                   | Número de habitantes * | Número de habitantes * | Número de habitantes * | Número de habitantes * | Número de habitantes * | Número de habitantes * | Número de habitantes * | Número de habitantes * | Número de habitantes * | Número de habitantes * | Número de habitantes * | Número de habitantes * | Número de habitantes * | Número de habitantes * | Número de habitantes * |
| ---------------------------------------- | ---------------------- | ---------------------- | ---------------------- | ---------------------- | ---------------------- | ---------------------- | ---------------------- | ---------------------- | ---------------------- | ---------------------- | ---------------------- | ---------------------- | ---------------------- | ---------------------- | ---------------------- |
| 1864                                     | 1878                   | 1890                   | 1900                   | 1911                   | 1920                   | 1930                   | 1940                   | 1950                   | 1960                   | 1970                   | 1981                   | 1991                   | 2001                   | 2011                   | 2021                   |
| 9373                                     | 11224                  | 10460                  | 11190                  | 10462                  | 10052                  | 11204                  | 13296                  | 14204                  | 14596                  | 13905                  | 11866                  | 10924                  | 11150                  | 11229                  | 10323                  |
| Número de habitantes por Faixa Etária ** |                        |                        |                        |                        |                        |                        |                        |                        |                        |                        |                        |                        |                        |                        |                        |
|                                          |                        |                        | 1900                   | 1911                   | 1920                   | 1930                   | 1940                   | 1950                   | 1960                   | 1970                   | 1981                   | 1991                   | 2001                   | 2011                   | 2021                   |
| 0-14 Anos                                | 0-14 Anos              | 0-14 Anos              | 3982                   | 3742                   | 3570                   | 3988                   | 4625                   | 4740                   | 5483                   | 5805                   |                        | 3217                   | 2752                   | 2184                   | 1531                   |
| 15-24 Anos                               | 15-24 Anos             | 15-24 Anos             | 1912                   | 1822                   | 1633                   | 1912                   | 2546                   | 2673                   | 2310                   | 2190                   |                        | 2224                   | 1949                   | 1779                   | 1531                   |
| 25-64 Anos                               | 25-64 Anos             | 25-64 Anos             | 4460                   | 4148                   | 3966                   | 4394                   | 5104                   | 5924                   | 5942                   | 4955                   |                        | 4456                   | 5143                   | 5957                   | 5933                   |
| = ou > 65 Anos                           | = ou > 65 Anos         | = ou > 65 Anos         | 733                    | 754                    | 825                    | 854                    | 864                    | 804                    | 861                    | 955                    |                        | 1153                   | 1306                   | 1309                   | 1539                   |

- Número de habitantes "residentes", ou seja, que tinham a residência oficial neste concelho à data em que os censos se realizaram  
  -  De 1900 a 1950 os dados referem-se à população "de facto", ou seja, que estava presente no concelho à data em que os censos se realizaram. Daí que se registrem algumas diferenças relativamente à designada população residente

### Freguesias
As freguesias do município de Vila Franca do Campo são as seguintes:
- Água de Alto
- Ponta Garça
- Ribeira das Tainhas
- Ribeira Seca
- São Miguel (Vila Franca do Campo)
- São Pedro (Vila Franca do Campo)

### Património

#### Património Construído
- Convento de Santo André
- Ermida de Santo Amaro
- Ermida de Santa Catarina

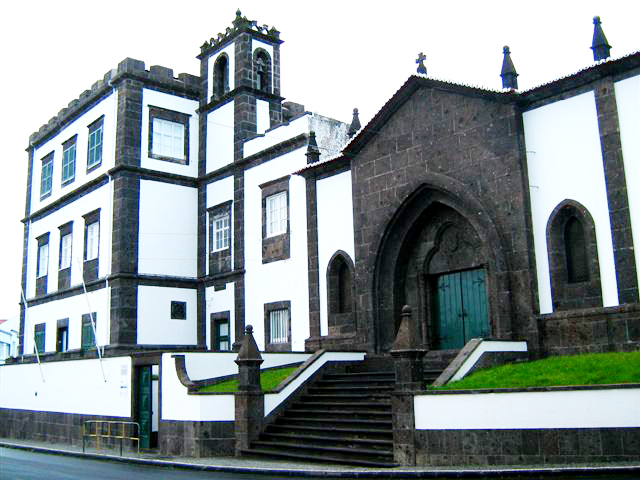
Convento de Santo André (de Vila Franca do Campo).

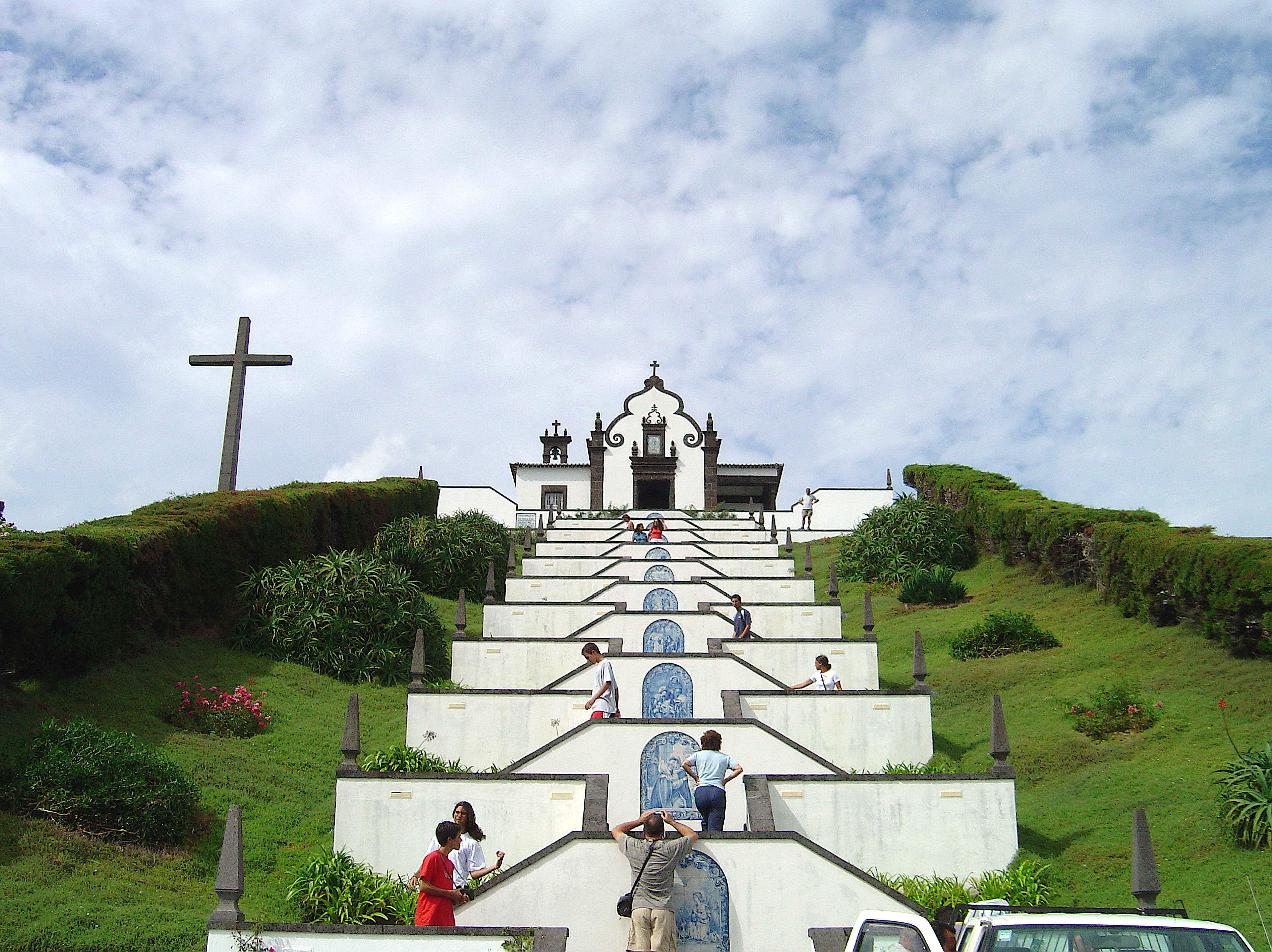
Ermida de Nossa Senhora da Paz

- Ermida de São João (Ribeira Seca)
- Ermida de Nossa Senhora da Paz
- Ermida da Mãe de Deus
- Igreja de São Pedro
- Igreja de São Miguel Arcanjo
- Igreja de São Francisco
- Igreja de Nossa Senhora da Piedade
- Império do Espírito Santo (Vila Franca do Campo)
- Forte de Jesus, Maria, José de Vila Franca
- Paços do Concelho de Vila Franca do Campo
- Castelo Branco
- Igreja do Senhor Bom Jesus da Pedra
- Capela da Luz Eterna
- Cais e Forte do Tagarete - também conhecido por forte d’Areia ou do Baixio, outrora a segunda maior fortificação da ilha de São Miguel.
- Museu Hidroeléctrico da Ribeira da Praia
- Real Castelo das Taipas ou Forte das Taipas
- Mercado Municipal
- Barracão ou Mercado de Peixe - Atualmente um restaurante
- Antiga Casa dos Magistrados - Atual Biblioteca Municipal e sede da Banda Filarmónica Marcial União Progressista
- Casa Armando Côrtes-Rodrigues - Convertida em Creche
- Estátua de Gonçalo Vaz Botelho

#### Património natural
- Praia do Degredo
- Lagoa do Fogo

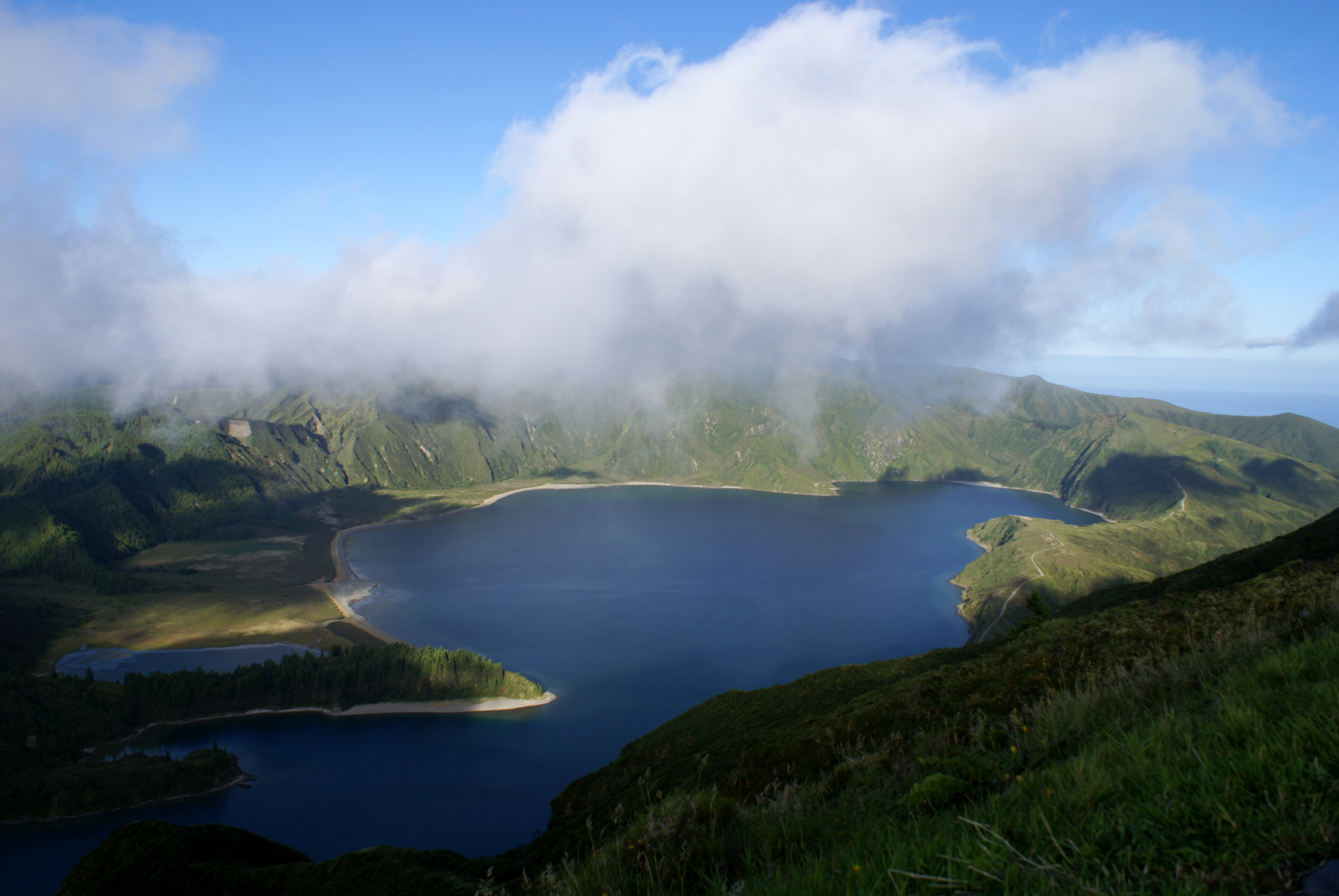
Lagoa do Fogo, vista de oeste para este a partir do Miradouro da Serra da Barrosa. A margem sul deste lago (do lado direito da fotografia) pertence ao município de Vila Franca do Campo (a margem norte, do lado esquerdo da fotografia, pertence ao município da Ribeira Grande, com o qual Vila Franca do Campo partilha a Lagoa do Fogo).

- Lagoa do Ilhéu de Vila Franca do Campo
- Lagoa dos Nenúfares
- Cascata do Segredo
- Praia da Amora
- Praia da Pedreira
- Praia Calhau D'Areia
- Praia de Água de Alto (Areal)
- Praia da Vinha da Areia
- Praia do Corpo Santo
- Poço Largo
- Praia da Leopoldina
- Prainha de Água de Alto
- Praia dos Trinta Reis
- Lagoa do Congro

### Cultura

#### Locais
- Museu Municipal Arqueológico e Etnográfico de Vila Franca do Campo, que integra o espólio do antigo Museu Rural da Casa de Povo de Vila Franca do Campo, criado em 1955
- Olaria e forno anexo na Rua Padre Lucindo
- Centro Municipal de Formação e Animação Cultural

#### Música
- Banda Lealdade Artística/Banda Lealdade (São Miguel) - Fundada em 1867 - Presente
- Filarmónica Marcial União Progressista (São Miguel) - Fundada em 1907 - Presente
- Filarmónica Lira do Sul (Ponta Garça) - Fundada em 1896 - Presente

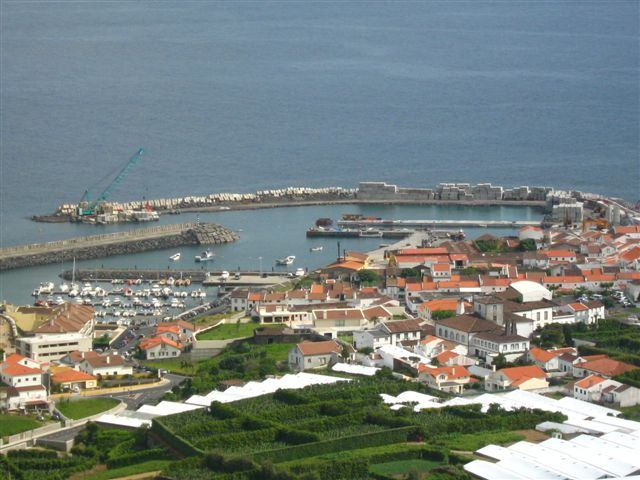
Porto e marina de Vila Franca do Campo.

- Grupo De Cantares Vozes Ao Luar

### Desporto

#### Futebol
- Clube de Futebol Vasco da Gama - Fundado a 19 de Março de 1951 -
- Grupo Desportivo Bota Fogo - Fundado a 12 de Novembro de 1986 -
- Clube Desportivo de São Pedro Gonçalves - Fundado a 3 de Março de 1976, extinto nos anos de 1990

#### Futsal
- Clube Escolar de Vila Franca do Campo - Fundado a 30 de Janeiro de 2004 -

#### Desportos Naúticos
- Clube Naval de Vila Franca do Campo - Fundado em 1993 -

#### Associações multidesportivas
- Associação Desportiva de Vila Franca Do Campo - Fundada em Novembro de 1983 -
- Clube Desportivo de Vila Franca - Fundado a 9 de Março de 1960 -

#### Caça
- Clube de Caçadores de Vila Franca do Campo -

### Pessoas ilustres
- Gonçalo Vaz Botelho
- Gonçalves da Câmara
- Armando César Côrtes-Rodrigues
- Ricardo Rodrigues
- Nelly Furtado
- Conde de Vila Franca
- Conde de Vila Franca do Campo
- Manuel Ernesto Ferreira
- Urbano de Mendonça Dias
- Bento de Góis
- Doutor Augusto Botelho Simas
- Armando Gonçalves de Medeiros Fontes (Futebolista)
- Armando Cândido

### Geminações
Vila Franca do Campo é geminada com:
- Fall River, Massachusetts, Estados Unidos
- Vila do Porto, Ilha de Santa Maria, Portugal

### Política
Eleições autárquicas
```
Resultados
 
[
11
]
```

| Data | %     | %     | %        | %     | %    | %    | %    | %    |  |
| Data | PSD   | PS    | APU/ CDU | CDS   | I    | PRD  | PDA  | CH   |  |
| ---- | ----- | ----- | -------- | ----- | ---- | ---- | ---- | ---- |  |
| Data | 1976  | 62.47 | 26,07    |       | 6,05 |      |      |      |  |
| 1979 | 62.23 | 17.56 | 6.18     | 8.78  |      |      |      |      |  |
| 1982 | 46.31 | 39.24 | 2.39     | 7.36  |      |      |      |      |  |
| 1985 | 49.08 | 37.73 | 2.23     |       |      | 6.09 |      |      |  |
| 1989 | 72.00 | 23.26 | 2.23     | 0.95  |      |      | 1.39 |      |  |
| 1993 | 70.85 | 24.01 | 1.53     |       |      |      | 1.37 |      |  |
| 1997 | 47.43 | 40.71 | 1.34     | 7.39  |      |      |      |      |  |
| 2001 | 52.61 | 29.57 | 0.7      | 14.98 |      |      |      |      |  |
| 2005 | 55.39 | 41.12 | 1.13     |       |      |      |      |      |  |
| 2009 | 34.79 | 58.05 | 0.59     | 3.08  |      |      |      |      |  |
| 2013 | 41.06 | 49.27 | 0.67     |       | 7.33 |      |      |      |  |
| 2017 | 39.76 | 54.24 | 2.01     |       |      |      |      |      |  |
| 2021 | 44.82 | 50.25 | 0.71     |       |      |      |      | 1.17 |  |

### Locais de interesse
- Aqua Parque dos Açores
- Jardim Dr Antonio Da Silva Cabral
- Miradouro da Nossa Senhora da Paz
- Reserva Florestal de Recreio do Cerrado dos Bezerros
- Fábrica das Queijadas da Vila do Morgado
- Marina de Vila Franca do Campo
- Farol de Ponta Garça

### Gastronomia e Festividades

#### Gastronomia
- Queijadas do Morgado
- Biscoitos de Aguardente
- Biscoitos D. Amélia

#### Festividades
- Romarias Quaresmais
- Festa de São Pedro Gonçalves
- Festas do Senhor Bom Jesus da Pedra
- Festa do Pentecostes
- Festas de São João
- Festa de Nossa Senhora da Paz
- Desfiles Carnavalescos
- Festas de Nossa Senhora da Piedade
- Festa do Emigrante
- Festas de São Pedro
- Festas de São Lázaro
- Festa Branca

### Indústrias e Artesanato

#### Indústrias
- Parque Industrial
- A Corretora (Conservas)

#### Artesanato
- Cooperativa de Artesanato e Solidariedade Social Senhora da Paz